# Żdżarów
Żdżarów – wieś w Polsce położona w województwie mazowieckim, w powiecie sochaczewskim, w gminie Sochaczew. Ma status sołectwa. Należy do okręgu szkolnego i parafii Kąty. 
Prywatna wieś szlachecka położona była w drugiej połowie XVI wieku w powiecie gąbińskim ziemi gostynińskiej województwa rawskiego. W latach 1975–1998 miejscowość administracyjnie należała do województwa skierniewickiego.
W 1827 roku mieszkało tu 165 osób. Do roku 1937 majątek należał do Grzybowskich, do II wojny światowej do Śliwczyńskich, a w okresie okupacji do K. Nissena. Pod koniec XIX wieku Antoni Grzybowski wybudował tu neorenesansowy dworek. Za czasów komunizmu była w nim szkoła rolnicza, później PGR, dziś jest własnością prywatną. Park powstał na początku XX wieku.